# Sender Galitsch
Der Sender Galitsch war eine unvollendete Anlage zur Verbreitung von Hörfunk- und Fernsehprogrammen in der Nähe von Galitsch in Russland, gut 400 Kilometer nordöstlich von Moskau.
Während der 350 Meter hohe, als in vier Richtungen abgespannte Stahlfachwerkkonstruktion mit quadratischem Querschnitt ausgeführte Sendemast bei seiner Errichtung im Jahr 1991 vollendet worden war, blieb das Sendergebäude ein Rohbau. Der Rundfunksender Galitsch galt als wohl höchste Investitionsruine Europas.
2017 wurde der Mast mitsamt Sendergebäude gesprengt.